# Nokia N71
Il Nokia N71 è un modello di telefono cellulare della Nokia UMTS.
Ha un'apertura a conchiglia, 2 fotocamere, supporto per videochiamata e collegamento ad internet.